# ألين بليس
ألين بليس (بالإنجليزية: Eliot Bliss)‏ (1903 في جامايكا - 10 ديسمبر 1990 في المملكة المتحدة)؛ روائية جامايكية.